# Ректум
Ректум или право црево (лат. rectum intestinum) је шупља мишићна цеваста структура дугачка око 12 см. која се састоји од континуираног слоја лонгитудиналног мишића који се преплиће са циркуларним мишићним слојем изнад кога се налази, који служи као привремено складиште сварене хране (фецеса). Како се ректални зидови шире пуњењем, активирају се рецептори који се налазе у његовом зиду, и сигнализирају мозгу преко аферентних путева да је столица стигла у ту анатомску структуру, стварајући тако осећај потребе за дефекацијом (процес отварања спољашњег и унутрашњег сфинктера ануса), праћен перисталтичким покретима дебелог црева и ректума, како би се из њиховог лумена ослободио фецес (столица). У случају пролонгираног дефекције, садржај се делимично враћа у дебело црево у којем се вода апсорбује, након чега се фецес згушњава и постаје тврђи што може довести до затвора (опстипације). Нормални ректум може да ускладишти 650—1.200 ml цревног садржаја. Притисак у миру унутар ректума је око 10 mm Hg.

## Анатомија ректума
Хумани колон или дебело црево је цевасти орган дугачак нешто преко једног метра и анатомски је подељен на
- цекум,
- асцедентни (узлазни) колон,
- трансверзални (попречни) колон,
- десцедентни (силазни) колон,
- сигмоидни колон и
- ректум — који лежи између ректосигмоидног споја и аналног канала.

### Грађа дебелог црева
Дебело црево се састоји од следећих слојева идући од споља ка унутра:
Серозни слој
Серозни слој (лат.  ректума састоји
Мускуларни слој
Мишићни слој (лат.  ректума се састоји од лонгитудиналног и циркуларног мишићног слоја. Спољни, лонгитудинални глаткомишићни слој колона гради три дебеле врпчасте структуре које се зову теније колона и које су смештене на једнаком растојању око циркумференције колона. Теније се фузионишу и формирају континуирани спољни лонгитудинални глаткомишићни слој на нивоу ректосигмоидног споја који се даље пружа све до дисталне границе аналног канала, умећући се између унутрашњег и спољашњег аналног сфинктера.
Унутрашњи, циркуларни глаткомишићни слој формира хаустре које нису фиксиране структуре и које нестају као последица контракције мишића. Сматра се да оне настају као резултат миогене активности и неуралног утицаја, те се оне померају, нестају и поново се формирају током пропулзије садржаја колона.
Субмукозни слој
Субмукозни слој (лат. tela submucosa) ректума састоји се од једне врсте везивног ткива.
Мукозни слој
Мукозни слој или слузокожа (лат. tunica mucosa) која облаже унутрашњост ректума, је врста ткива које представља морфофункционално јединство епитела и растреситог везивног ткива. Углавном је ендодермалног порекла и укључена је у процесе секреције и апсорпције.

## Физиологија ректума
Ректум се састоји од континуираног слоја лонгитудиналног мишића који се преплићу са циркуларним мишићним слојем изнад кога се налазе. Ова јединствена анатомска организација омогућава да ректум има вишеструку функцију, јер сигнализира мозгу преко аферентних путева да је столица стигла у ту анатомску структуру, затим да служи као резервоар за столицу, као и пумпа за пражњење исте. Лонгитудинална мишићна влакана пружају мали отпор фекалним масама и спору дистензију, што омогућава процес акомодације ректума. Међутим, уколико се ректум дистендира преко критичног прага или уколико се дистендира брзо ректални мишићи се контрахују рефлексно. Ове фазичне рефлексне контракције зида ректума (које трају од 20 до 30 сек.) врше његово пражњење, осим уколико се том процесу не супротстави снажна вољна контракција попречно пругастих мишића карличног пода.

### Ентерични нервни систем
Директна нервна контрола мотилитета колона се спроводи највећим делом преко ентеричког нервног система (скраћено EНС) чија је активност модулирана симпатичким, парасимпатичким и екстринсичким аферентним нервним утицајима. Ентерички нервни систем представља највећу компоненту аутономног нервног система (скраћено AНС), гледајући број нервних ћелија јер EНС садржи више ћелија него што га имају симпатички и парасимпатички нервни систем заједно.
Тела неурона EНС-a се налазе у плексусима мијентеричких ганглија (Auerbach-ов плексус) који лежи између лонгитудиналних и циркуларних мишићних слојева и мукозе. Субмукозни плексуси су подељени на две мреже и то на Meissner-ов плексус који је смештен ближе мукози и Schabadasch-ов плексус који је ближе циркуларном мишићу. Интернодални путеви који садрже на стотине аксона повезују поменуте плексусе.
Ентерички нервни систем за своју функцију користи многе неуротрансмитере уз главне као што су ацетил-холин и азот-оксид. To су тахикини, пурини, неки амини и бројни други модулаторни пептиди.
Највећи део моторне и секреторне активности црева се може дефинисати као серија рефлекса изазваних механичким или хемијским стимулусима. Ови рефлекси укључују активацију енетричких примарних аферентних неурона, интеграцију од стране интернеурона и извршење одговарајућих одговора од стране моторних неурона.
Први неурони у овом рефлексном кругу су примарни аферентни неурони (скраћено ПAН) или сензорни неурони који не шаљу информације за свесне сензације. Они су смештени у мијентеричким и субмукозним плексусима. Активирају се растезањем зида црева или хемијским и механичким стимулусима. Ови стимулуси који делују на мукозу црева вероватно, бар делимично, функционишу активирајући специјализоване ентерохромафине ћелије у мукози, као што су нпр. ентерохромафине ћелије које садрже серотонин. Након тога, ПAН ослобађају синаптичке трансмитере (ацетил-холин, тахикини и други пептиди) да би се надражиле друге класе ентеричких неурона у околним ганглијама.
Ентерички ПAН делују такође ексцитаторно на друге неуроне сопствене класе, делујући тако координисано, као целина, на друге ћелије. Ексцитаторни моторни неурони (скраћено EMН) синтетишу ацетил-холин који отпуштају у глатке мишиће (ексцитаторно делују и тахикинински пептиди, супстанца П и неурокини).

### Електрична активност колона
Као и сви други глатки мишићи у гастроинтестиналном тракту и глаткимишићи колона се одликују спонтаном, осцилаторном електричном активношћу. Постоје два типа ритмичне миоелектричне активности:
1. Мијентеричке осцилације потенцијала (скраћено MOП) — су брзе осцилације малих амплитуда са фреквенцијом од 12-20/мин које сегенеришу из регије мијентеричких плексуса. Када се глатки мишић снажнонадражи неуротрансмитерима ослобођени из EMН, сваки MOП изазива акциони потенцијал и фазичне контракције се сумирају у снажне контракције које трају неколико секунди.
2. Спори таласи — настају у субмукозној регији и они су већих амплитуда, споријихмиогених контракција мембранског потенцијала (2-4/min). Спори таласи највећим делом изазивају непропулзивне покрете мешања, мада за време снажне неуронске активности долази до сумације контракција и појаве пропулзивних таласа. Овај моторни образац се још зове пропагирајућа контракција високе амплитудекоја може бити антеградна или ретроградна.
У здравом колону антеградне пропагирајуће секвенце су три пута чешће одр етроградних пропагирајућих секвенци. Ове секвенце (пропагирајуће инепропагирајуће) показују ноћну супресију и могу бити стимулисане оброком. Једини изузетак од овог обрасца представља управо ректум. Циркакардијални ритам периодичне контрактилне активности ректума или ректални моторникомплекс (РMК) је обрнут.
РMК је израженији током сна, када је тонус аналнихсфинктера снижен а свест o колоректалним сензацијама минимална .На тај начин, појачање ретроградних пропагирајућих секвенци у ректуму и супресија антеградних пропагирајућих секвенци у осталим деловима колона одржава континенцију током сна.
Треба напоменути да су непропагирајући (сегментирајући) таласи чешћи у дисталном колону у односу на проксимални. На тај начин моторна активност у дисталном колону успорава проток цревног садржаја, смањујући утицаје који бим могли да угрозе континенцију .Излазак из сна или чак улазак у површнију форму сна изазива повећање броја пропагирајућих таласа.